# Seiwal
Der Seiwal (Balaenoptera borealis) ist eine Walart aus der Familie der Furchenwale (Balaenopteridae). Die Bezeichnung „Sei“ kommt vom norwegischen Wort für den dorschähnlichen Köhler und stammt daher, dass sich die Tiere zum Teil von diesen Fischen ernähren und in der Nähe von Schwärmen anzutreffen sind.

## Verbreitung

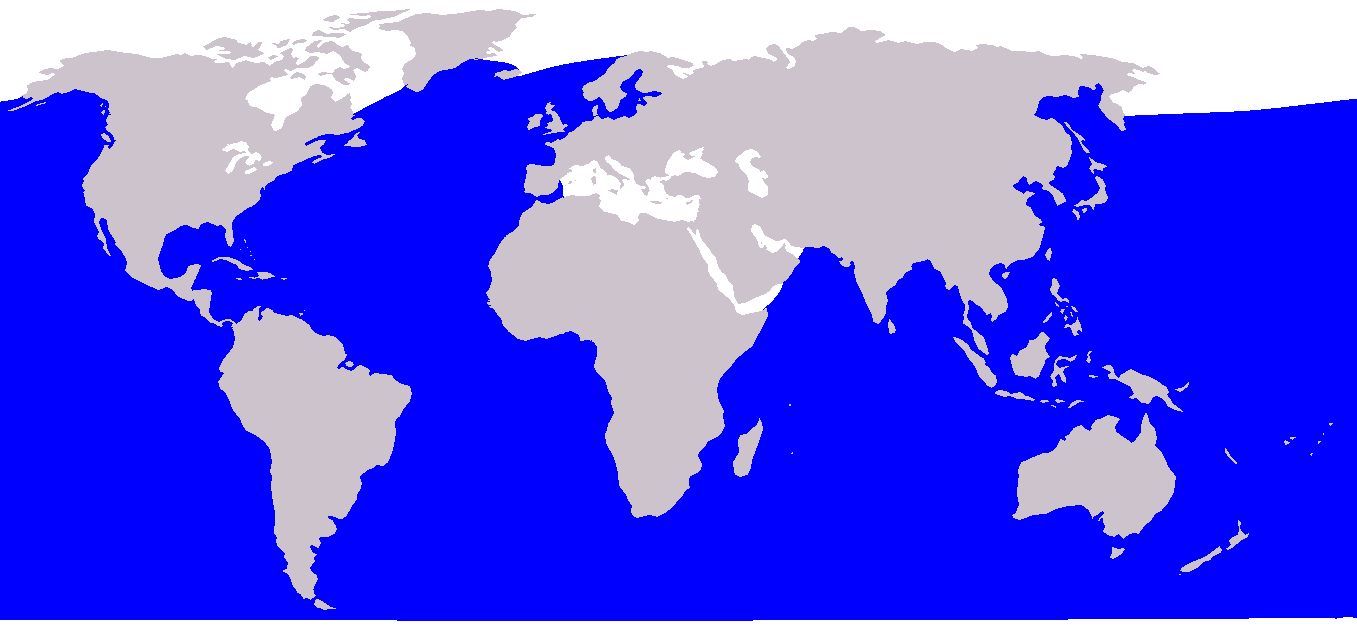
Verbreitung

Seiwale kommen in allen Ozeanen weltweit zwischen 60° nördlicher und 60° südlicher Breite vor. Im Sommer halten sie sich in gemäßigten oder subpolaren Regionen auf, um im Winter in subtropische Meere zu wandern. Nach dem Verbreitungsgebiet werden zwei Unterarten unterschieden, der Nördliche Seiwal (B. b. borealis) und der Südliche Seiwal (B. b. schleglii).

## Beschreibung

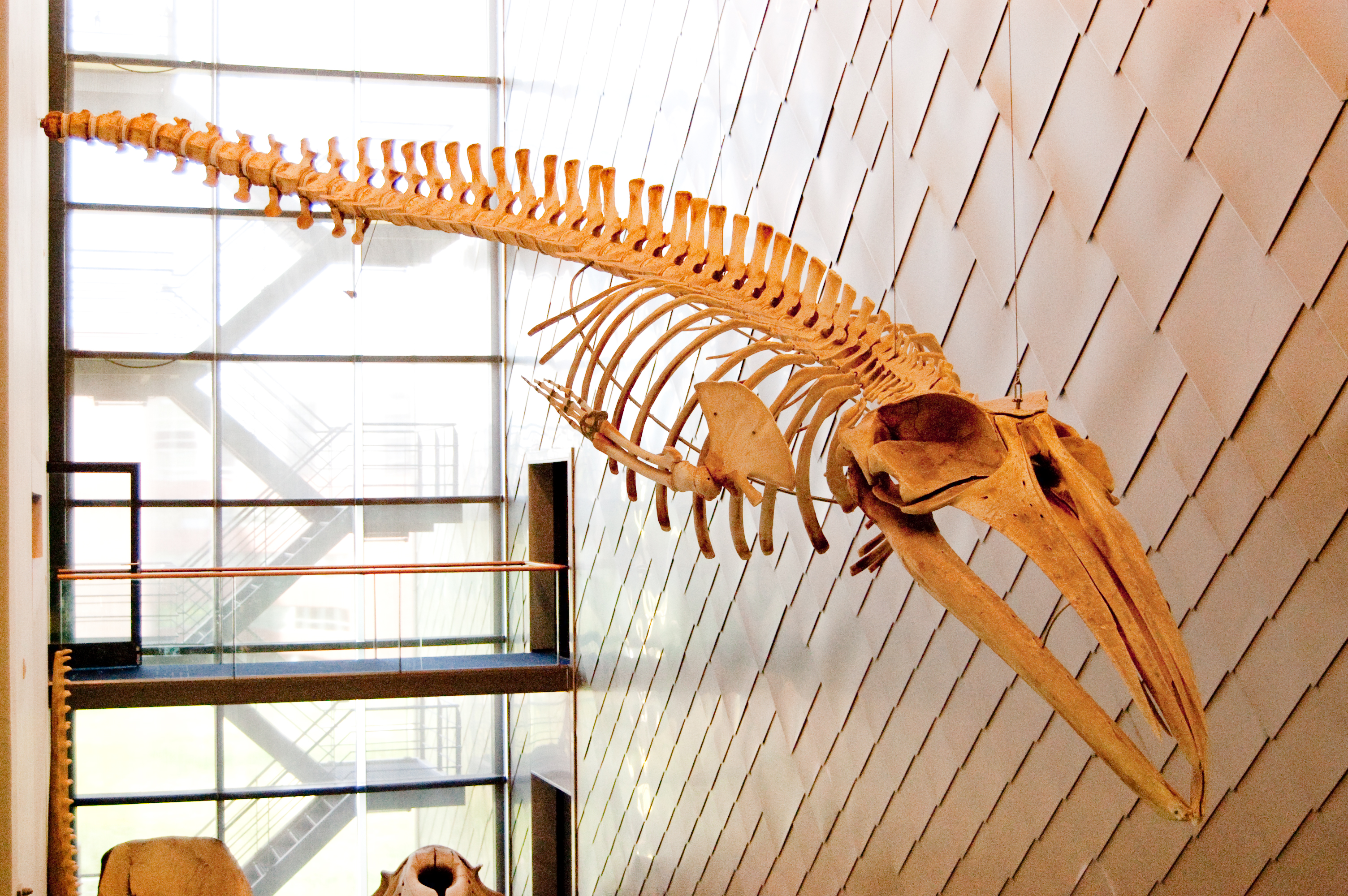
Skelett eines Seiwals

Seiwale gehören zu den Bartenwalen (Mysticeti), die durch 600 bis 680 Barten statt der Zähne im Maul gekennzeichnet sind. Sie erreichen eine Durchschnittslänge von 12 bis 16 Metern und ein Gewicht von rund 20 bis 30 Tonnen, die größten Tiere werden bis zu 20 Meter lang und 45 Tonnen schwer. Sie sind durch einen schlanken, langgezogen wirkenden Körper gekennzeichnet, der an der Oberseite dunkelgrau und an der Unterseite weißlich gefärbt ist. Sie haben eine spitze Schnauze, eine sichelförmige Finne und eine im Vergleich zum übrigen Körper kleine Fluke.
Ein Skelett mit Organen ist im Stuttgarter Naturkundemuseum ausgestellt.

## Lebensweise
Seiwale leben im offenen Meer meist in Paaren oder kleinen Gruppen, größere Schulen finden sich in reichen Nahrungsgründen. Sie sind die schnellsten Schwimmer unter den Furchenwalen und können bis zu 25 Knoten (rund 45 km/h) erreichen. Ihre Tauchgänge sind kurz (fünf bis zehn Minuten) und nicht sehr tief.

## Nahrung
Die Nahrung der Seiwale besteht aus Krill und bis zu 30 Zentimeter großen Schwarmfischen, darunter der namensgebende Köhler. Während der Nahrungsaufnahme schwimmen sie häufig in Seitenlage.

## Fortpflanzung
Die Paarung erfolgt in den Wintermonaten (auf der Nordhalbkugel von November bis Februar, auf der Sübhalbkugel von Mai bis Juli), und die Tragzeit beträgt rund 10,5 bis 12 Monate. Seiwalkälber sind bei der Geburt rund vier bis fünf Meter lang und 600 bis 750 Kilogramm schwer. Nach sechs bis sieben Monaten werden die Jungtiere entwöhnt. Obwohl sie die Geschlechtsreife mit rund zehn Jahren erreichen, dauert es bis zu 25 Jahre, bis sie ausgewachsen sind. Ihre Lebenserwartung wird auf bis zu 75 Jahre geschätzt.

## Walfang und Bedrohung

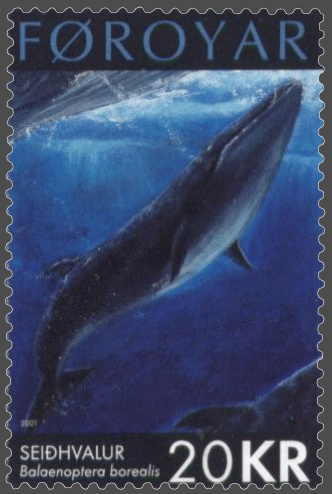
Abbildung eines Seiwals auf einer Briefmarke

Obwohl Seiwale dieselben Gebiete wie Blau-, Finn- und Buckelwale bewohnen, waren sie kein traditionelles Beutetier der Walfänger. Erst als die Bestände der anderen Arten zurückgingen, geriet der Seiwal in das Visier der Walfänger. Im 20. Jahrhundert wurden insbesondere auf der Südhalbkugel mehr als 200.000 Tiere dieser Art erlegt. Seit 1976 ist die Art geschützt, allerdings jagten seither Isländer, Japaner und Norweger eine kleine Anzahl zu Forschungszwecken. Heute geht man von rund 50.000 bis 60.000 lebenden Exemplaren des Seiwals aus, die IUCN listet ihn als stark gefährdet (endangered).
Seit April 2015 wurden vor Patagonien in Chile mehr als 300 tote Seiwale angespült, wobei die tatsächliche Zahl aufgrund der Unzugänglichkeit des Gebietes höher liegen dürfte. Laut einer wissenschaftlichen Untersuchung führte eine giftige Algenblüte, ausgelöst durch das Klimaphänomen El-Niño, zum Tod der Tiere. Die Wissenschaftler sehen in der steigenden Anzahl von Massensterben durch giftige Algenblüten eine Gefahr für die Erhaltung bedrohter Walarten.